# Đẳng cấp quý tộc Anh
Đẳng cấp quý tộc Anh (tiếng Anh: Peerage of England) là các tước vị quý tộc được tạo ra ở Vương quốc Anh trước khi có Đạo luật Liên minh 1707. Trong năm đó, Đẳng cấp quý tộc của Anh và Đẳng cấp quý tộc Scotland được thay thế bằng Đẳng cấp quý tộc Đại Anh.
Những thành viên trong Đẳng cấp quý tộc Anh lần đầu tiên sở hữu ghế tại Viện Quý tộc Anh theo Đạo luật Đẳng cấp 1963 cho đến khi thông qua Đạo luật Viện Quý tộc 1999, tất cả thành viên trong Đẳng cấp quý tộc Anh đều được bổ nhiệm làm thành viên của Viện Quý tộc, gồm có 5 cấp bậc, xếp từ cao xuống thấp: Công tước, Hầu tước, Bá tước, Tử tước và Nam tước.

## Công tước trong Đẳng cấp quý tộc Anh
| Tước hiệu                | Năm tạo ra | Các tước vị khác của công tước hoặc cao hơn                                                                                                |
| ------------------------ | ---------- | --- |
| Công tước xứ Cornwall    | 1337       | Thường là Thân vương xứ Wales với tư cách là người thừa kế ngai vàng Vương quốc Anh; Công tước xứ Rothesay thuộc Đẳng cấp quý tộc Scotland |
| Công tước xứ Norfolk     | 1483       | |
| Công tước xứ Somerset    | 1547       | |
| Công tước xứ Richmond    | 1675       | Công tước xứ Gordon thuộc Đẳng cấp quý tộc Vương quốc Liên hiệp Anh; Công tước xứ Lennox thuộc Đẳng cấp quý tộc Scotland                   |
| Công tước xứ Grafton     | 1675       | |
| Công tước xứ Beaufort    | 1682       | |
| Công tước xứ St Albans   | 1684       | |
| Công tước xứ Bedford     | 1694       | |
| Công tước xứ Devonshire  | 1694       | |
| Công tước xứ Marlborough | 1702       | |
| Công tước xứ Rutland     | 1703       | |

## Hầu tước trong Đẳng cấp quý tộc Anh
| Tước hiệu              | Năm tạo ra | Các tước vị khác của hầu tước hoặc cao hơn |
| ---------------------- | ---------- | ------------------------------------------ |
| Hầu tước xứ Winchester | 1551       |                                            |

## Bá tước trong Đẳng cấp quý tộc Anh
- Tước vị phụ
- Nắm giữ nhiều hơn một tước vị Bá tước trong Đẳng cấp quý tộc Anh

| Tước hiệu               | Năm tạo ra | Những tước vị khác                                                                                    |
| ----------------------- | ---------- | --- |
| Bá tước xứ Shrewsbury   | 1442       | Bá tước xứ Talbot trong Đẳng cấp quý tộc Đại Anh; Bá tước xứ Waterford trong Đẳng cấp quý tộc Ireland |
| Bá tước xứ Derby        | 1485       | |
| Bá tước xứ Huntingdon   | 1529       | |
| Bá tước xứ Pembroke     | 1551       | Bá tước xứ Montgomery trong Đẳng cấp quý tộc Anh                                                      |
| Bá tước xứ Devon        | 1553       | |
| Bá tước xứ Lincoln      | 1572       | |
| Bá tước xứ Suffolk      | 1603       | Bá tước xứ Berkshire trong Đẳng cấp quý tộc Anh                                                       |
| Bá tước xứ Exeter       | 1605       | Hầu tước xứ Exeter trong Đẳng cấp quý tộc Vương quốc Liên hiệp Anh                                    |
| Bá tước xứ Salisbury    | 1605       | Hầu tước xứ Salisbury trong Đẳng cấp quý tộc Đại Anh                                                  |
| Bá tước xứ Montgomery   | 1605       | Bá tước xứ Pembroke trong Đẳng cấp quý tộc Anh                                                        |
| Bá tước xứ Northampton  | 1618       | Hầu tước xứ Northampton trong Đẳng cấp quý tộc Vương quốc Liên hiệp Anh                               |
| Bá tước xứ Denbigh      | 1622?      | Bá tước xứ Desmond trong Đẳng cấp quý tộc Ireland                                                     |
| Bá tước xứ Westmorland  | 1624       | |
| Bá tước xứ Manchester   | 1626       | Công tước xứ Manchester trong Đẳng cấp quý tộc Đại Anh                                                |
| Bá tước xứ Berkshire    | 1626       | Bá tước xứ Suffolk trong Đẳng cấp quý tộc Anh                                                         |
| Bá tước xứ Lindsey      | 1626       | Bá tước xứ Abingdon trong Đẳng cấp quý tộc Anh                                                        |
| Bá tước xứ Winchilsea   | 1628       | Bá tước xứ Nottingham trong Đẳng cấp quý tộc Anh                                                      |
| Bá tước xứ Sandwich     | 1660       | |
| Bá tước xứ Essex        | 1661       | |
| Bá tước xứ Carlisle     | 1661       | |
| Bá tước xứ Doncaster    | 1663       | Công tước xứ Buccleuch và Queensberry trong Đẳng cấp quý tộc Scotland                                 |
| Bá tước xứ Shaftesbury  | 1672       | |
| Bá tước xứ Nottingham   | 1681       | Bá tước xứ Winchilsea trong Đẳng cấp quý tộc Anh                                                      |
| Bá tước xứ Abingdon     | 1682       | Bá tước xứ Lindsey trong Đẳng cấp quý tộc Anh                                                         |
| Bá tước xứ Portland     | 1689       | |
| Bá tước xứ Scarbrough   | 1690       | |
| Bá tước xứ Albemarle    | 1697       | |
| Bá tước xứ Coventry     | 1697       | |
| Bá tước xứ Jersey       | 1697?      | |
| Bá tước xứ Cholmondeley | 1706       | Hầu tước xứ Cholmondeley trong Đẳng cấp quý tộc Vương quốc Liên hiệp Anh                              |

## Tử tước trong Đẳng cấp quý tộc Anh
- Tước vị phụ

| Trước vị             | Năm thành lập | Tước vị cao hơn                                      |
| -------------------- | ------------- | ---------------------------------------------------- |
| Tử tước xứ Hereford  | 1550          |                                                      |
| Tử tước xứ Townshend | 1682          | Hầu tước xứ Townshend trong Đẳng cấp quý tộc Đại Anh |
| Tử tước xứ Weymouth  | 1682          | Hầu tước xứ Bath trong Đẳng cấp quý tộc Đại Anh      |

## Nam tước và Nữ Nam tước trong Đẳng cấp quý tộc Anh
- Tước hiệu phụ
- Năm giữ nhiều hơn một tước vị Nam tước trong Đẳng cấp quý tộc Anh
- Tược hiệu phụ và nắm giữ nhiều hơn một tước vị Nam tước trong Đẳng cấp quý tộc Anh

| Tước vị                             | Năm thành lập | Các tước hiệu cao hơn |
| ----------------------------------- | ------------- | --- |
| Nam tước xứ de Ros                  | 1264          | |
| Nam tước xứ le Despencer            | 1264          | Tử tước xứ Falmouth trong Đẳng cấp quý tộc Đại Anh |
| Nam tước xứ Mowbray                 | 1283          | Nam tước xứ Segrave và Nam tước xứ Stourton trong Đẳng cấp quý tộc Anh                                                                                            |
| Nam tước xứ Hastings                | 1295          | |
| Nam tước xứ FitzWalter              | 1295          | |
| Nam tước xứ Segrave                 | 1295          | Nam tước xứ Mowbray và Nam tước xứ Stourton trong Đẳng cấp quý tộc Anh                                                                                            |
| Nam tước xứ Clinton                 | 1299          | |
| Nam tước xứ De La Warr              | 1299          | Bá tước xứ De La Warr trong Đẳng cấp quý tộc Đại Anh |
| Nam tước xứ de Clifford             | 1299          | |
| Nam tước xứ Strange                 | 1299          | Tử tước xứ St Davids trong Đẳng cấp quý tộc Vương quốc Liên hiệp Anh được tổ chức với Nam tước xứ Hungerford và Nam tước xứ de Moleyns trong Đẳng cấp quý tộc Anh |
| Nam tước xứ Zouche                  | 1308          | |
| Nữ Nam tước xứ Willoughby de Eresby | 1313          | |
| Nam tước xứ Strabolgi               | 1318          | |
| Nữ Nam tước xứ Dacre                | 1321          | |
| Nam tước xứ Darcy de Knayth         | 1332          | |
| Nam tước xư Cromwell                | 1375          | |
| Nam tước xứ Camoys                  | 1383          | |
| Nam tước xứ Grey của Codnor         | 1397          | |
| Nam tước xứ Berkeley                | 1421          | Lãnh chúa Gueterbock từ Life in the Peerage of the United Kingdom                                                                                                 |
| Nam tước xứ Hungerford              | 1426          | Tử tước xứ St Davids trong Đẳng cấp quý tộc Vương quốc Liên hiệp Anh Nam tước xứ Strange và Nam tước xứ de Moleyns trong Đẳng cấp quý tộc Anh                     |
| Nam tước xứ Latymer                 | 1432          | |
| Nam tước xứ Dudley                  | 1440          | |
| Nam tước xứ de Moleyns              | 1445          | Tử tước xứ St Davids trong Đẳng cấp quý tộc Vương quốc Liên hiệp Anh Nam tước xứ Strange và Nam tước xứ Hungerford trong Đẳng cấp quý tộc Anh                     |
| Nam tước xứ Saye và Sele            | 1447          | |
| Nam tước xứ Stourton                | 1448          | Nam tước xứ Mowbray và Nam tước xứ Segrave trong Đẳng cấp quý tộc Anh                                                                                             |
| Nữ Nam tước xứ Berners              | 1455          | |
| Nam tước xứ Herbert                 | 1461          | |
| Nam tước xứ Willoughby de Broke     | 1491          | |
| Nam tước Vaux của xứ Harrowden      | 1523          | |
| Nữ Nam tước xứ Braye                | 1529          | |
| Nam tước xứ Windsor                 | 1529          | Bá tước xứ Plymouth trong Đẳng cấp quý tộc Vương quốc Liên hiệp Anh                                                                                               |
| Nam tước xứ Burgh                   | 1529          | |
| Nam tước xứ Wharton                 | 1544          | |
| Nam tước Howard của xứ Effingham    | 1554          | Bá tước xứ Effingham trong Đẳng cấp quý tộc Vương quốc Liên hiệp Anh                                                                                              |
| Nam tước St John của xứ Bletso      | 1559          | |
| Nữ Nam tước xứ Howard de Walden     | 1597          | |
| Nam tước xứ Petre                   | 1603          | |
| Nam tước xứ Clifton                 | 1608          | Bá tước xứ Darnley trong Đẳng cấp quý tộc Ireland |
| Nam tước xứ Dormer                  | 1615          | |
| Nam tước xứ Teynham                 | 1616          | |
| Nam tước xứ Brooke                  | 1621          | Bá tước xứ Brooke và Bá tước xứ Warwick trong Đẳng cấp quý tộc Đại Anh                                                                                            |
| Nam tước xứ Craven                  | 1626          | Bá tước xứ Craven trong Đẳng cấp quý tộc Đại Anh |
| Nam tước xứ Strange                 | 1628          | |
| Nam tước xứ Stafford                | 1640          | |
| Nam tước xứ Byron                   | 1643          | |
| Nam tước xứ Ward                    | 1644          | Bá tước xứ Dudley trong Đẳng cấp quý tộc Vương quốc Liên hiệp Anh                                                                                                 |
| Nam tước xứ Lucas                   | 1663          | |
| Nữ Nam tước xứ Arlington            | 1665          | |
| Nam tước Clifford của xứ Chudleigh  | 1672          | |
| Nam tước xứ Guilford                | 1683          | Bá tước xứ Guilford trong Đẳng cấp quý tộc Đại Anh |
| Nam tước xứ Waldegrave              | 1683          | Bá tước xứ Waldegrave trong Đẳng cấp quý tộc Đại Anh |
| Nam tước xứ Barnard                 | 1698          | |
| Nam tước xứ Guernsey                | 1703          | Bá tước xứ Aylesford trong Đẳng cấp quý tộc Đại Anh |
| Nam tước xứ Gower                   | 1703          | Bá tước xứ Sutherland trong Đẳng cấp quý tộc Vương quốc Liên hiệp Anh                                                                                             |
| Nam tước xứ Conway                  | 1703          | Hầu tước xứ Hertford trong Đẳng cấp quý tộc Đại Anh |
| Nam tước xứ Hervey                  | 1703          | Hầu tước xứ Bristol trong Đẳng cấp quý tộc Vương quốc Liên hiệp Anh                                                                                               |